# Николај Јаковљевич Илин
Николај Јаковљевич Илин (рус. Николай Яковлевич Ильин, 1922 — 8. август 1943) је био један од најбољих снајпера Другог светског рата. 
Николај Јаковљевич Илин се такође спомње и у филму Непријатељ пред вратима. Носио је надимак „Бела Смрт“ по његовој одличној белој камуфлажи која га је чинила невидљивим.
У августу 1942. је добио позив на дужност, када је у Стаљинграду до 20. новембра побио 216 непријатељских војника. 